# 夏美のホタル
『夏美のホタル』（なつみのホタル）は、森沢明夫の小説。2010年に角川書店から出版された。
2016年、廣木隆一監督により映画化された。

## あらすじ
仏師榊山雲月の最高傑作
榊山雲月は高校卒業と同時に、住職である父親の口利きで現代の名仏師とされる竹岡鉄齋の工房に入れられる。雲月は入門5年後には師匠と同等の仏像を彫れるようになり、10年で師匠を凌ぐようになり、独立する。師匠は、雲月の仏像に生きているような躍動感があると評し、雲月もそれを早くから自覚している。運月の「生きた仏像」は評判となり、所帯をもつようになるが、女遊びが発覚して3年で離婚される。現在は工房「雲月庵」で黒猫の夜叉を相棒に、一木造りの菩薩像を手掛けている。最後にお顔を彫り上げ、雲月は「俺の最高傑作だ」とつぶやきながら、「純米大吟醸こころころころ」をあおる。
たけ屋との出会い
国際芸術大学写真学科の相羽慎吾は、卒業制作の題材を探すため、夏美とツーリングで房総半島の山道を巡り、小さな集落にある「たけ屋」に暮らす福井ヤスエ、恵三の親子と知り合いになる。恵三じいさんは大けがの後遺症のため左半身が不自由であるが、毎日、「たけ屋」の前のバス停のところに立ち、通学の子どもたちを笑顔で見送ることから、集落の人たちから「地蔵さん」の愛称で呼ばれている。季節になると近くの川には無数の緑色の光がふわふわ浮かんでおり、慎吾は蛍の乱舞、それを追いかける子どもたち、蛍を入れたホタルブクロの幻想的な光を撮る。
夏休み
地蔵さんは古い離れを貸してくれるというので、慎吾はこの村と自然とをテーマに卒業制作を撮ろうと決める。慎吾と夏美はまず離れの掃除から取り掛かり、不具合箇所の修繕も行う。蛍見学時に出会った近所の小学生の拓也とひとみも手伝ってくれる。作業が終わった頃、作務衣姿の来客から「お前ら、家賃はいくら払うんだ」という不躾な質問を受け、緊張が走る。慎吾と夏美は夏休みを「たけ屋」の離れで暮らし、半月も経つと二人は川遊びや自然観察のいっぱしの達人となる。作務衣姿の感じの悪い男は、雲月という腕の良い仏師だという。
地蔵さんの生い立ち
地蔵さんは生まれる前に父親を亡くし、母子家庭で育てられた。恵三という名前は、三つの恵みがあるようにと父親がつけてくれた名前だという。若い頃は身体が強く、工事現場で働き、結婚して子どももできた。しかし、建築現場で事故に巻き込まれ、半身不随となる。若い妻の将来を考え、離婚は地蔵さんから言い出した。地蔵さんは息子の公英に「俺の子に生まれてくれてありがとう」と言えなかったことが心残りとなっている。9月になると学校が始まり、拓也とひとみがバスに乗り込むのを地蔵さんが見送る。集落での最後の夜に、地蔵さんが倒れ、救急車で搬送される。
市民病院
慎吾は、地蔵さんから「他人と比べないこと」を教わってから、自分の感性で、自分らしい写真を撮ることができるようになる。地蔵さんは脳動脈瘤の破裂により、意識は回復していない。雲月が地蔵さんのことをあの人に伝えたのかとヤスばあちゃんに問いかけると、ヤスばあちゃんはいまさらしょうがないと答える。離婚のいきさつを知っている慎吾と夏美は、地蔵さんがしていたように、ユキノシタでメモを書く。ヤスばあちゃんは「あの人」に連絡をとり、市民病院で35年ぶりに美也子と再会するが、罪悪感や怨念は消えてはいないようだ。ヤスばあちゃんがそのことを口にするのを遮って、夏美が離婚の真相を話す。
地蔵さんの死
夏美は一人で「たけ屋」を訪れる。秋の終わりになっても吊るされている風鈴についてたずねると、それは恵三の父親のお気に入りで、恵三も好きなので一年中出しているという。10時過ぎに地蔵さん危篤の電話が入る。夏美は、CBX400Fの後部座席に座ったヤスばあちゃんを帯で自分に縛り付け、全速力で市民病院を目指す。病室ではスタッフが心臓マッサージとAEDを繰り返す。ヤスばあちゃん「もう、いいよぅ」と言い、地蔵さんにしがみついて感謝とお別れを口にする。慎吾も霊安室に駆け付け、安らかな顔をした地蔵さんと対面し、たんぽぽの花を手向け、ヤスばあちゃんに断って写真を撮る。
葬儀
葬儀は「たけ屋」で行われる。店先のベンチで慎吾は地蔵さんと雲月との関係についてたずねると、よそ者だった自分を集落の人たちに溶けこませてくれた恩人だという。喪服の公英が現れ、二人は地蔵さんが大事にしていた古い写真を渡し、その裏に地蔵さんが「ありがとう」と書いた理由を説明する。公英は自分の名前が父の形見なんだとつぶやく。そんなとき、慎吾の写真が月刊写真世界の最優秀書に選ばれる。慎吾と夏美は「たけ屋」に行き、雑誌を見せてヤスばあちゃんを大いに驚かせる。慎吾は、地蔵さんとヤスばあちゃんのお陰ですと居住まいを糺して頭を下げる。
慎吾の依頼
ヤスばあちゃんは、拓也とひとみがバスに乗ったときの姿がなんとなく侘しいことを話す。慎吾にあるアイディアがひらめく。慎吾は実家の酒蔵から限定酒を一瓶送ってもらい、霊安室で撮った地蔵さんの「死に顔」のプリントをもって、「雲月庵」を訪ねる。慎吾は「お地蔵さまを彫って欲しい、バス停の方に向けてお地蔵さまを置きたい」と依頼する。雲月は料金について訊き、慎吾は10万円入りの封筒を差し出し、残りは出世払いでと答える。雲月は才能とは覚悟のことだと言い、慎吾の覚悟を問う。慎吾は肚に力を込めてありますと答える。雲月は菩薩像を収める祠を造ることを指示し、10万円はそのための費用に回せと言う。
3年後の秋
慎吾と夏美は主のいなくなった「たけ屋」の前に立つ小さな祠の清掃に来ている。中のお地蔵様はお地蔵さんの生き写しであり、今にもしゃべり出しそうである。お線香を供えて、ヤスばあちゃんと地蔵さんの冥福を祈る。夏美は赤ちゃんができたことを報告する。慎吾は「三つ目の喜びを俺にくれないか」と言い、夏美は「ありがとう」と返す。工房「雲月庵」では拓也とひとみが彫刻刀を手にしており、雲月は自分の子どものお守りとして贈る小さなお地蔵様を彫っている。秋風に風鈴が「凜」と澄んだ音を響かせている。風鈴は「たけ屋」にあったもので、雲月がお地蔵さんの洞に吊るそうと磨き上げたものだ。

## 登場人物
相羽慎吾（あいば しんご）
国際芸術大学写真学科の学生。造り酒屋の次男。卒業制作に励んでいるが、自分の写真に悩みを抱えている。
河合夏美（かわい なつみ）
幼稚園教諭。父親の形見のCBX400Fを愛車にしており、慎吾と付き合っている。
榊山雲月（さかきやま うんげつ）
一木造りの仏像に固執する天才的仏師。入門5年で師匠と肩を並べるようになり、独立のときに雲月の雅号を送られる。
福井恵三（ふくい けいぞう）
何でも屋「たけ屋」の主人。集落の人たちからは「地蔵さん」と呼ばれている。蒲公英（たんぽぽ）が好きで、息子の名前を公英とする。
福井ヤスエ（ふくい やすえ）
恵三の母親。
美也子（みやこ）
恵三の別れた妻。
公英（きみひで）
恵三の息子。両親の離婚後、美也子が育てる。

## 書誌情報
- 単行本：2010年12月24日、角川書店、ISBN 978-4-04-874160-6
- 文庫本：2014年8月23日、角川文庫、ISBN 978-4-04-101687-9

## 映画
2016年6月11日に公開された。廣木隆一監督、有村架純主演。
主人公が原作の相羽慎吾からその恋人の河合夏美に変更されている。また夏美の設定も慎吾より1歳年上の幼稚園教諭から慎吾と同学年の写真学生に変更されている。

### 映画版あらすじ
夏美は今はない父親からカメラとバイクを受け継いだ写真学生だ。彼女は恋人の慎吾に、稼業の造り酒屋を継ぐため写真家になる夢を棄てる、と打ち明けられて立腹し、翌朝父との思い出の山村にひとりバイクで旅立つ。ここの川沿いでホタルの乱舞に魅せられた記憶をもつ彼女は、テントを張って腰を落ち着けることにした。彼女が生活用品を仕入れに万事屋を訪れると、人懐っこい店主の恵三は西瓜を振る舞い、さらに泊まってゆけと奨める。恵三の老母ヤスエにも温かく迎えられた夏美は、恵三の好意に甘えることにした。
恵三は近所の子供たちに「地蔵さん」と親しまれる好人物であり、夏美もすぐに打ち解けた。夏美からは嫌われる偏屈な仏師・雲月にも信頼をおかれるほどであり、恋人を追ってきた慎吾にも落胆を露わにしたものの彼にも滞在を認めた。だが病を抱え老母と二人きりで暮らす恵三を危ぶみ、夏美たちは店の管理をも手伝うこととした。日々は穏やかに進むかに見えたが、ある日恵三は病に倒れ入院する。彼に付き添うヤスエを補佐する夏美たちだったが、恵三の病気は重く死に至るものとの診断を聞かされる。恵三に妻子があったことを聞いていた夏美は、彼らに現状を伝え顔を見せてもらうことを奨めるが、ヤスエは頑なにそれに反対し、なおも食い下がる若者たちに帰ってくれと言い放つ。
だが、実情は病気に冒される自分を棄て、家族には幸福を得てほしいとの願いを隠していた恵三は、最後には彼らの訪問を受ける。息子の顔を見て満足げな彼をおいて慎吾は街に帰り、その後恵三の葬式に顔を見せ夏美と再会、自分の思いを告げる。それを聞いた夏美は、雲月に頼んで恵三に似せた地蔵菩薩像を彫ってもらい、「夫」になる男と村を離れるのだった。

### キャスト
- 河合夏美 - 有村架純
- 相羽慎吾 - 工藤阿須加
- 河合忠男 - 淵上泰史
- 公英 - 村上虹郎
- 美也子 - 中村優子
- 榊山雲月 - 小林薫
- 福井恵三 - 光石研
- 福井ヤスエ - 吉行和子

### スタッフ
- 監督：廣木隆一
- 原作：森沢明夫
- 製作：松本光司、井上義久、堀内大示
- 脚本：片岡翔、港岳彦
- 音楽：石橋英子
- 主題歌：「星の中の君」Uru
- 撮影：花村也寸志
- 編集：菊池純一
- プロデューサー：田中清孝、柴原祐一
- 共同プロデューサー：宇田川寧
- 美術：丸尾知行
- 装飾：佐々木博崇
- 音楽プロデューサー：杉田寿宏
- 録音：深田晃
- 音響効果：佐藤祥子
- 照明：北岡孝文
- 衣装：高橋さやか
- ヘアメイク：永江三千子
- キャスティング：安生泰子
- ラインプロデューサー：湊谷恭史
- 制作担当：村山亜希子
- 助監督：中里洋一
- スクリプター：押田智子
- 視覚効果：松本肇

### 受賞
- 第29回日刊スポーツ映画大賞・石原裕次郎賞 新人賞（有村架純、『何者』と合わせて）[1]
- 第90回キネマ旬報ベスト・テン 新人男優賞（村上虹郎、『ディストラクション・ベイビーズ』と合わせて）[2]